# Litoria macki
Litoria macki és una espècie de granota de la família dels hílids. Viu a Indonèsia. Aquesta espècie és coneguda només en dues zones a les capçaleres del riu Wapoga al nord-oest de Papua. Probablement és més generalitzada en un hàbitat adequat, però la seva distribució i estat de la població requereix més documentació. Se sap que es troben en 550-1.200m snm. Es tracta d'una espècie terrestre i d'aigua dolça. El seu hàbitat natural són en i al voltant de corrents torrencials, en la qual és de suposar la selva tropical de dosser tancat. No hi ha amenaces conegudes per a la supervivència d'aquesta espècie, es troben en una zona molt remota, sense persones vivint en les proximitats. Donats els descensos de hylids que habiten a Austràlia, l'estat de la població d'aquesta espècie requereix una supervisió a fons.